# Nuno Gonçalves de Faria
Nuno Gonçalves de Faria, nascido Nuno Gonçalves (de) Ferreira (c. 1313–1372) é uma figura histórica portuguesa.

## Ascendência
Filho de Gonçalo Martins Ferreira ou Gonçalo Martins Ferreira e de sua mulher. No Testamento de Martim Esteves Ferreira é dito seu primo e nomeado na sucessão da Capela de Cête, após seu irmão João e antes de seus filhos. Era irmão de Gil Gonçalves Ferreira, nomeado para a sucessão da referida apela de Cête no Testamento de Martim Esteves Ferreira, com provável geração de seu casamento. Um Gil Ferreira documenta-se com proprietário duma vinha em Guimarães na delimitação dum Prazo feito por D. Afonso IV de Portugal a 10 de Julho de 1331 a Martim Nogueira, tendeiro. Era neto paterno de Martim Peres Miranci Ferreira, morador em Aguiar de Sousa, legitimado por Carta Real de D. Dinis I de Portugal de 15 de Maio de 1290, a pedido de seu pai e com o acordo da mulher deste e de seus filhos legítimos, e de sua mulher.

## Biografia
Terá sido o primeiro deste nome e desta linhagem, que depois usaria o escudo de armas que se conhece e invoca o fundador, se bem que este nome já antes existisse, o que significa a probabilidade de coexistirem pessoas do mesmo nome mas de famílias diferentes. Com efeito, um Garcia Martins de Faria já tinha falecido a 22 de Novembro de 1362, quando se documenta o seu Testamenteiro Pedro Fernandes, de Portalegre (Mosteiro de Santa Cruz de Coimbra, 2.ª Incorporação, Caixa 56, Maço 51, Documento com cota antiga Alm. 33, N.º 12, Maço 4).
Célebre Alcaide-Mor do Castelo de Faria a 26 de Junho de 1357, a quem D. Pedro I de Portugal doou a 14 de Dezembro de 1363 o Préstamo de Faria em pagamento da «contia de seus maravedis»
Quando, a 26 de Junho de 1357, teve de D. Pedro I o Castelo de Faria, vem como Nuno Gonçalves de Ferreira. Mas, quando a 14 de Dezembro de 1363 recebeu o Préstimo de Faria do mesmo Rei já vem referido como Nuno Gonçalves de Faria. É certamente o Nuno Gonçalves Ferreira que se documenta como bisneto de Pedro Gonçalves Ferreira.
É certamente o Nuno Gonçalves a quem D. Fernando I de Portugal doou, a 29 de Maio de 1369, a terra de Milhães, no Almoxarifado de Ponte de Lima, hoje São Romão de Milhazes, Freguesia que então estava anexa ao Castelo de Faria.
Quando da segunda guerra de D. Fernando I com Castela, a Fronteira Norte de Portugal foi invadida pelas tropas de D. Henrique II de Castela, comandadas por Pedro Rodrigues Sarmento. As forças castelhanas avançaram por Viseu, rumo a Santarém e a Lisboa, enquanto uma segunda coluna, vindo da Galiza, penetrou pelo Minho. Saíram-lhe ao encontro forças portuguesas oriundas do Porto e de Barcelos, entre as quais se incluía um destacamento sob o comando de Nuno Gonçalves de Faria, Alcaide-Mor do Castelo de Faria. Travando-se o encontro perto de Barcelos, perderam as forças portuguesas, sendo capturado o Alcaide. Com receio de que a sua liberdade fosse utilizada como moeda de troca pela posse do Castelo de Faria, que seu filho, Gonçalo Nunes de Faria, ficara a defender como Chefe da Guarnição, concebeu um estratagema: convenceu o Comandante de Castela a levá-lo diante dos muros do Castelo, a pretexto de convencer o filho à rendição, e utilizou a oportunidade assim obtida para exortar o jovem à resistência, sob pena de maldição. Morto prontamente pelos Castelhanos diante do filho, pelo acto corajoso, o Castelo resistiu invicto ao assalto. O episódio foi narrado por Fernão Lopes e tornado famoso e imortalizado por Alexandre Herculano nas Lendas e Narrativas. As armas adoptadas pelos de Faria comemoram claramente o feito de Nuno Gonçalves no Castelo de Faria, que deu origem à nova linhagem.

## Casamento
Segundo Manuel de Faria e Sousa, seu descendente, nas suas notas ao Conde D. Pedro, casou com Teresa de Meira. Este casamento, pela cronologia que se segue, ter-se-á realizado cerca de 1337, pelo que esta Teresa não pode ser uma das duas filhas referidas mas não nomeadas, por serem menores e, seguramente, solteiras, quando Gonçalo Pais de Meira aparece, entre os Infanções, na lista dos naturais de Grijó (1366), por Padroado "da parte de Vasconcellos", com seus três filhos e duas filhas. Estas duas filhas terão sido Teresa Gonçalves de Meira, casada com Fernando Gonçalves de Sousa, Alcaide-Mor de Portel, de Olivença e de Serpa, Senhor de Vila Boim e de Castro Daire, e Mécia Rodrigues de Vasconcelos, casada com Álvaro Vaz Cardoso, Alcaide-Mor de Trancoso, Senhor da Honra de Cardoso e Senhor de Moreira de Rei e de Ervilhão. Assim, se de facto Nuno Gonçalves casou com uma Teresa de Meira, pois é difícil imaginar qual teria sido a fonte de Manuel de Faria e Sousa, se é que alguma houve, então só podia ser irmã deste Gonçalo Pais, portanto filha de D. Paio Rodrigues de Meira, Meirinho-Mor de Entre-Douro-e-Minho e das terras da Infanta D. Branca, Alcaide-Mor de Coimbra, Senhor de juro e herdade de Entre-Homem-e-Cávado e de Jales e de Alfarela, etc., e de sua mulher Leonor Rodrigues de Vasconcellos. Deste D. Paio de Meira, nascido cerca de 1265 e falecido entre 1332 e 1339, ficou um selo com as suas armas (uma cruz florenciada e vazia) num documento de 25 de Abril de 1331, no qual D. Paio, em nome de D. Pedro Fernandes de Castro, tomou posse da Alcaidaria-Mor do Castelo de Coimbra.
Essa filiação, bem como a própria existência dessa Teresa de Meira, não está documentada.

## Descendência
Teve dois filhos:
- Gonçalo Nunes de Faria
- Álvaro Gonçalves de Faria, que esteve na Batalha de Aljubarrota a 14 de Agosto de 1385, casou com Senhorinha Fernandes e teve um filho:
  - João Álvares de Faria, que esteve com seu pai na Batalha de Aljubarrota a 14 de Agosto de 1385, casado primeira vez com Alda Martins de Meira, da qual teve um filho, e casado segunda vez, tendo dois filhos:
    - Rodrigo de Faria, casado com Juliana de Figueiredo, da qual teve uma filha:
      - Mécia Rodrigues de Faria, com geração natural de D. João de Sousa (c. 1470 -), Abade e Dom Prior de Rates, que seguiu a vida eclesiástica, sendo «abade de Rates, sete léguas acima do Porto, onde viveu com bastante dissolução, e pouca memória do seu estado, porque de Mécia Rodrigues de Faria, mulher nobre dos Farias de Barcelos», teve mais de dez filhos, de acordo com a História Genealógica da Casa Real Portuguesa, de D. António Caetano de Sousa, Tomo XIV, p. 249

    - Álvaro de Faria (c. 1405–d. 1466)
    - Afonso Anes de Faria (c. 1406–1471)